# División Minúscula
División Minúscula es una banda mexicana de rock alternativo y punk rock que en sus inicios se caracterizó por su sonido pop punk. Originaria de Matamoros, Tamaulipas.

## Historia
La banda se formó en 1996 por los hermanos Javier Caballero Blake y Alejandro Caballero Blake, dos de los cuatro integrantes que ahora la componen. apoyados por Toy Hernández del grupo Control Machete, el cual los presentó ante la disquera Sones del Mexside.

### Extrañando casa
En el 2001 lanzaron su primer álbum titulado Extrañando casa, bajo el sello de la disquera Sones del Mexside. Dicho álbum contenía un total de trece temas de los cuales se extrajeron «Televidente» y «Cursi» como sencillos. La banda aparece posteriormente en el álbum Nuevos tiempos, viejos amigos, producido por Class Music y colaborando con el tema «Betty Boop» el cual apareció originalmente en su primer disco y una preproducción del tema N-Amigo que vendría en su siguiente álbum.
En el año 2011, al cumplir sus 10 años este álbum, motivo por el cual lanzaron dos fechas especiales, 30 de abril en Monterrey, en el café iguana y el 30 de julio en D.F, en el José Cuervo Salón. En ambas fechas se tocó de principio a fin el disco.

### Defecto perfecto
Si bien la banda era ya conocida dentro de la escena musical de las radios no comerciales en México, no sería hasta en el 2006 cuando, firmados por Sones del Mexside y distribuidos mediante el apoyo de Universal Music de México sacan su segundo disco titulado Defecto Perfecto, logrando obtener mayor popularidad en los medios masivos, incursionando incluso en los conteos de la televisora comercial MTV Latinoamérica. Con este disco abandonan el estilo Punk que lo caracterizaba para experimentar con el Rock Alternativo, así como en el género de balada rock (como es el caso de las canciones «Sognare» y «Me tomé una pastilla». De dicho disco se desprende su primer sencillo, Sismo. Posteriormente lanzan como segundo sencillo Veneno es antídoto (S.O.S.), que es seguido del tercero, Sognare, una balada Rock, nuevo estilo tocado por la agrupación.
El estilo de la banda, en cuanto a sonido y género se refiere, cambio drásticamente. Se puede notar como la música y letras se hicieron más agresivas, las distorsiones más estridente y potentes. Se puede percibir la misma esencia de lo que es División Minúscula, pero el rock era más presente que el punk, aunque este estaba en algunas de sus canciones.
Estos cambios han logrado que División Minúscula se popularizara porque comenzó a difundir su música en medios de comunicación «más comerciales». Esto provocó el descontento de algunos de sus fanes anteriores.
En 2006, la banda fue nominada en los Premios MTV Latinoamérica en las categorías «Artista promesa» y «Mejor artista alternativo» sin lograr conseguir ninguno de los premios.. El 6 de junio de 2007 la Asociación Mexicana de Productores de Fonogramas y Videogramas, A.C (AMPROFON), les brindó el reconocimiento de disco de oro por más de 50,000 copias vendidas de su álbum Defecto Perfecto en un evento celebrado en el Hard Rock Café en la Ciudad de México. Así mismo, en julio de 2007 lanzaron una reedición del mismo álbum, incluyendo un DVD con escenas de la banda en el estudio, así como los videos musicales del disco, En total la agrupación vendió más de 100,000 copias del Álbum.
División fue nominado de nuevo para los Premios MTV Latinoamérica 2007 en las categorías de «Mejor artista revelación» y «Mejor artista norte» Pero Perdiendo contra Camila consiguiendo el segundo premio e interpretando «Sognare», obteniendo un gran éxito
Al poco tiempo la banda dio a conocer que Ricci Pérez, guitarrista, dejaba la banda por razones personales y en su lugar entraría temporalmente Pepe Tajonar de Finde a terminar la gira de Defecto Perfecto.

### Sirenas
Fue el tercer álbum (2008) y por muchos uno de sus mejores discos, los temas, "Control", "Las luces de esta ciudad", y "Tan fuerte tan frágil" fueron seleccionados como sencillos.

### División
En el 2009 realizaron una pequeña Gira por Perú, esa fue la primera vez de la banda en Sudamérica, porque anteriormente se canceló el concierto que tenían planeado en Bogotá. El 10 de octubre tocaron por primera vez en Arequipa, tocaron los sencillos de cada disco y el cover de «Que no quede huella» interpretada originalmente por la banda mexicana Bronco, a pesar de no ser tan conocida la gente coreó Sognare y Que no quede huella, al día siguiente se presentaron en Lima.
En el 2010 publican su nuevo sencillo Cuenta hasta diez, creada para la obra de teatro No sé si cortarme las venas o dejármelas largas protagonizada por las hermanas Marimar Vega y Zuria Vega para celebrar el éxito que ha conseguido la producción. El video fue producido por Alex García, quien también fue responsable de la realización de la obra a través de las empresas Lemon Live y Zzinc Ent.
El 22 de enero de 2011 División Minúscula anunció en un concierto en Aguascalientes la salida de su próximo álbum de estudio para este año.
El 22 de agosto de 2011 División Minúscula publicó un video donde explicaba la forma que le darían a su nuevo disco, además de anunciar que el exguitarrista Ricci Pérez se reintegraba a la banda. División Minúscula anunció en Facebook el 4 de enero de 2012 que estaban trabajando en un nuevo material.
El 11 de mayo, Javier Blake anunció por sus redes sociales que terminaron de grabar el álbum.
Finalmente el 28 de noviembre de 2012 salió a la venta en iTunes y al público en general el disco «División», incluyendo 11 temas. Meses después salió el primer sencillo no oficial del disco «S.E.D», para dar paso al sencillo oficial «Voces».

### Secretos
En el verano de 2016 División Minúscula se apresta a lanzar su primer EP titulado "Secretos" del cual se desprende el primer corte "Frenesí". La banda también se encuentra con planes de grabar su primer álbum en vivo en el Teatro Metropolitan.

### Fronteras
Fronteras es el primer disco en vivo de División Minúscula,en este disco crearon nuevas versiones de grandes canciones, grandes éxitos y grandes recuerdos de está Banda de Matamoros Tamaulipas. El disco fue un gran éxito, en tan solo una semana su primer sencillo "Humanos Como Tú" logró alcanzar 5 millones de producciones en YouTube. La banda también llevó el concierto de Fronteras a otros lugares de la República mexicana llenando todos los lugares a dónde fueron.

### Escombros
En el 2023 sacan su álbum Escombros.

## Integrantes

### Formación actual
- Javier Blake - Voz, Guitarra rítmica, Teclados (1996-presente)
- Ricardo Pérez "Ricci" Guitarra líder (1996-2007, 2011-presente)
- Alejandro Luque - Bajo, Coros (1996-presente)
- Alejandro Blake "Kiko"- Batería, Percusión (1996-presente)
- Eduardo Vela Rizzo - Guitarra rítmica (2019-presente)

### Exmiembros
- Efrén Barón - Guitarra líder y rítmica (2008-2019)

### Miembros de gira
- Rodrigo Montfort "Bucho" Piano (2006-presente)

## Discografía

### Demos
- Demo1 (1996)
- Demo2 (1998)

### Álbumes de estudio

#### LP
- Extrañando casa (2001)
- Defecto perfecto (2006)
- Sirenas (2008)
- División (2012)
- Escombros (2023)

#### EP
- Secretos (2016)

### Álbumes en vivo / Reversiones
- Fronteras (2018)

## Colaboraciones
- Tributo Hombres G (interpretando «En mi coche»)
- Nuevos tiempos, viejos amigos (2005) (interpretando «Betty Boop» (feat. Mariana Priego de Elli noise) y «N-amigo»).
- Tributo al más grande (2007) (interpretando «Que no quede huella»).
- Unite! because music should have no borders (2007) Interpretando «N-amigo».
- Obra de Teatro «No sé si cortarme las venas o dejármelas largas» (2010), interpretando «Cuenta Hasta 10» y «En Algún Lugar» (Duncan Dhu).
- Participación en el disco "Pares y duetos 2" de Charlie Montanna interpretando «Estoy tan solo»

### Sencillos
- «Televidente» (2002)
- «Cursi» (2003)
- «Betty Boop» (2003)
- «Sismo» (2006)
- «Veneno es Antídoto (S.O.S.)» (2006)
- «Sognare» (2007)
- «Control» (2008)
- «Las Luces de Esta Ciudad (2009)
- «Tan fuerte, tan Frágil…» (2009)
- «Cuenta Hasta Diez» (2010)
- «S.E.D» (2012)
- «Voces» (2013)
- «Cuenta Hasta 10 (feat. Natalia Lafourcade)» (2013)
- «Humanos Como Tú» (2014)
- «Frenesí» (2016)
- «Humanos Como Tú (Versión de Fronteras)» (2018)
- «Año Nuevo (Versión de Fronteras)» (2018)
- «Préstame tu Piel (Versión de Fronteras)» (2018)
- «Laberintos» (2023)